# 人型海象
《人型海象》（英語：Tusk）是一部2014年美國獨立肉體恐怖喜劇電影，由凯文·史密斯編劇和導演，改編自他的SModcast播客中的故事。該片由麥可·帕克斯、賈斯汀·隆、哈利·喬·奧斯蒙、珍妮西斯·羅德里格茲、莉莉-蘿絲·戴普和強尼·戴普主演。這部電影是史密斯計畫的《真北》三部曲中的第一部，其後是《瑜珈魯蛇》（2016年）。
這部電影講述了一位傲慢的播客（隆飾）前往加拿大进行採訪的故事，在此過程中遇到了一位古怪的退休水手（帕克斯飾），他对一只名叫长牙先生的海象情有独钟，怀有不可告人的黑暗计划。
《人型海象》在多倫多國際電影節進行了全球首映，隨後於2014年9月19日由A24發行，獲得了褒貶不一的評價，人們對其氣氛和製作價值表示讚揚，但對其前后不一的基調提出批評。這部電影是史密斯自《波麗士很忙》（2010年）以來首部全國上映的電影。不过，一些消息來源指出，觀眾和評論家之間的分歧導致了该片在一些網路圈子中具有某种邪典地位。

## 剧情
华莱士·布赖顿和好友特迪·克拉夫特主持了一个播客，他们在節目中采访一些古怪的人。华莱士前往加拿大采访杀死比尔小子，他因不小心用日本刀削斷腿的影片而在網絡上引起轟動。华莱士的女友艾丽则留了下来。到达曼尼托巴省后，华莱士得知杀死比尔小子已经自杀。华莱士决心不虚此行，想要找到另一个人进行采访。他发现了一张传单，上面有人免费提供房间，并保证能听到有趣的故事。怀着好奇的心情，他来到了霍华德·豪的豪宅，他是一名坐着轮椅的退休海员。
霍华德讲述了一只被他命名为“长牙先生”的海象如何在一次海难后救了他的故事。华莱士被霍华德在茶里掺入的司可巴比妥迷晕了过去。第二天早上，华莱士醒来时发现自己被绑在轮椅上，左腿被截肢。霍华德告诉华莱士，一只棕色遁蛛咬了他的腿，为了挽救他的生命，必须截肢。然后，霍华德表明自己其实还能走路，并计划给华莱士穿上一套完美的海象服，试图重新创造长牙先生。华莱士打电话向艾丽和特迪求助时，正在偷情的他们都没有接听电话。留下语音留言后，华莱士被霍华德打晕了。
意识到华莱士身处险境后，爱丽和泰迪前往加拿大。回到豪宅，霍华德一边继续肢解和改造华莱士，一边讲述他的背景故事：父母被杀后，华莱士成了迪普莱西孤儿，被錯誤地認定為精神病患者，關進精神病院。寄养他的神职人员对他进行了长达五年的身体和性虐待，使他产生了严重的厭世情绪。他给华莱士穿上了用人皮做成的海象服，海象服上还有用华莱士被砍断的胫骨做成的象牙，这样华莱士的身体就会与海象服愈合，使海象服成为他身体永久的一部分。当地的一名侦探让艾丽和特迪与居伊·拉普安特取得了联系，后者曾是魁北克省安全局的一名督察，多年来一直在追捕霍华德。拉普安特解释说，绰号“髮妻”的霍华德多年来一直在绑架和谋杀他人；他认为华莱士可能还活着，但已经不是他们记忆中的那个他了。
霍华德训练华莱士像海象一样思考和行动。霍华德透露，在获救前不久，他为了生存杀死并吃掉了长牙先生。由于愧疚，他花了15年的时间把受害者们变成了他心目中的那个拯救了他的长牙先生，试图重温他们最后的日子，并再给长牙先生一次生存的机会。霍华德穿上自制的毛皮，两人大打出手，最后华莱士用长牙刺穿了霍华德。霍华德终于完成了自己的使命，心满意足地死去。拉普安特、艾丽和特迪破门而入，华莱士發出勝利的吼叫。拉普安特用枪对准了他，这让爱丽十分惊恐。
一年后，华莱士仍然以海象的身份生活在一个野生动物保护区里。艾丽和特迪去看望他，给他喂了一条鲭鱼。在回憶中，艾丽告诉华莱士，她的祖父曾告诉她，哭泣是人类与动物的区别。艾丽在离开前含泪告诉华莱士她仍然爱他。华莱士一邊吼叫，一邊哭泣，暗示他还保留了一些人性。

## 演员
- 麥可·帕克斯（英语：Michael Parks） 飾 霍华德·豪
  - 馬特·夏夫利 飾 年轻的霍华德·豪
- 賈斯汀·隆 飾 华莱士·布赖顿
- 珍妮西斯·羅德里格茲（英语：Genesis Rodriguez） 飾 艾丽·利昂
- 哈利·喬·奧斯蒙 飾 特迪·克拉夫特
- 強尼·戴普 飾 居伊·拉普安特

其他演員还有飾演邊境警察的哈利·莫倫斯坦和飾演偵探的拉爾夫·加曼。史密斯和戴普的女兒哈莉·奎茵·史密斯和莉莉-蘿絲·戴普飾演青年的便利商店店員，後來会是《瑜珈魯蛇》的主角。史密斯的妻子珍妮佛·史瓦爾巴赫·史密斯也在餐廳饰演女服務生。道格·班克斯飾演杀死比尔小子，模仿星战小子的熱門影片。扎克·克努森饰演欧内斯特·海明威，但演員表未列出。